# オクタヴィアヌス (サッカー選手)
オクタヴィアヌス（オクタヴィアヌス・アーウィン・エラムリ、Oktavianus Erwin Eramuri、1981年10月1日 - ）は、インドネシア・パダン出身の元プロサッカー選手。現役時代のポジションは、ミッドフィールダー。

## 来歴
身長165cmと低いながら、ウィングとして活躍。インドネシア・スーパーリーグのセメン・パダン、スリウィジャヤ、プルシジャ・ジャカルタと所属した。
インドネシア代表への招集経験はないが、2005年に西パプア代表として招集されたことがある。

## 所属クラブ

### ユース
- 2002年  セメン・パダン

### シニア
- 2001年 - 2006年  セメン・パダン
- 2007年 - 2010年  スリウィジャヤ
- 2010年 - 2014年  プルシジャ・ジャカルタ
- 2014年  PSティマ・バベル
- 2016年  プルシク・ケディリ

## 獲得タイトル

### クラブ
スリウィジャヤ
- リーガ・インドネシア・プレミアム・ディビジョン：2007-08
- ピアラ・インドネシア： 2007–08, 2008–09, 2010